# Microcharon alamiae
Microcharon alamiae is een pissebed uit de familie Lepidocharontidae. De wetenschappelijke naam van de soort is voor het eerst geldig gepubliceerd in 1997 door Boulanouar, Yacoubi-Khebiza, Boutin & Coineau.